# 민족통일주의

실지회복주의(失地回復主義, 이탈리아어: irredentismo, 영어: irredentism) 또는 민족통일주의(民族統一主義)는 그 기원이 확실치 않지만, 일반적으로는 1887년 이탈리아의 정치가 마테오 레나토 임브리아니(이탈리아어: Matteo Renato Imbriani)에 의해 본격적으로 발생한 실지회복운동가들의 주요 사상이라고 알려졌다. 크게 세 가지 뜻으로 나눠어있는데 역사적으로 실지 통치 아래에 있던 정치적 중립 지역을 자국의 영토로 병합하려는 사상, 또는 실질적으로 다스리고 있으나 민족 간 심리적 차로 경계하고 민족통일이 되지 못하는 상태를 타파하려는 사상 그리고 식민지 내 타민족을 자민족화 시키려는 병합주의가 포함된다. 초기 목적은 순수한 목적이었으나, 이탈리아에 파시즘 정부가 들어서면서 실지회복주의는 식민지를 역사적으로 자국 영토에 기록 또는 완전히 편입하기 위해 민족의 정신을 병합하려는 용도로 사용되어 왔다.

## 개요
19세기 중후반에 이탈리아와 헝가리 간의 지역 분쟁은 자국 내에서 실지회복(민족통일)운동가들이 대거 양성되면서 민족통일주의가 만들어지는 계기가 되었다. 당시 이탈리아에서의 민족통일주의는 단일 국가가 민족적 또는 지역적으로 통일될 때 국호 옆에 '위대한'(大, 영어: Great)을 씀으로써 영토 내에 있는 민족들의 단결심을 고취해 자국의 영토임을 국민의 정신적-심리적인 상태를 이용하려 교묘히 이용되기도 하였다. 또 다른 사례로는 독일 제국이 1차 세계대전 도중 오스트리아를 점령 후 오스트리아의 민족을 독일 자국의 민족으로 병합시키기 위해 그 의미로 대독일제국이라는 국호를 사용하기도 하였으며, 일본 제국의 경우도 중일 전쟁을 일으킨 1년 후인 1938년에 '대일본제국'이라는 국호를 사용하여 식민 통치를 했던 지역을 역사적으로 기록시키려는 의도에도 이러한 민족통일주의적인 사고관이 사용되었다. 그러나 현재 국가의 이름 옆에 '위대한'을 쓴다고 해서 민족통일주의를 나타내는 표현이라고 볼 수 없다.

## 국가별 사례

### 대한민국 및 조선민주주의인민공화국
대한민국 헌법에서는 조선민주주의인민공화국을 통일의 대상으로써의 타국이 아닌 이적단체로 규정하였다. 그리고 한반도 전체의 영유권은 대한민국에 있음을 명시한다. 조선민주주의인민공화국 헌법의 경우는 한반도 전체의 영유권을 주장하지는 않지만 대한민국의 영토를 미국이 간접적으로 지배하고 있는 영토로 규정하고 있으며 대한민국을 통일의 대상이라고 규정하고 있다. 그러나 대한민국의 헌법적 가치와 다르게, 현재 대한민국 내에서는 통일부를 설치하였고 통일에 대한 관심이 범법행위가 되지는 않고 있다.

### 아르헨티나
아르헨티나에서는 실지회복주의라는 개념이 존재하기 이전인 1833년 포클랜드 전쟁으로 인해 영국 간 영토 분쟁이 있었다. 아르헨티나는 그 해에 포클랜드 제도라는 것을 만들어, 포클랜드가 자신의 영토임을 입증하였다. 1994년 다시 이 문제가 뜨거워지자 헌법적 가치로 개정하였다.

### 중국
중화인민공화국의 타이완 문제에 대한 헌법 전문에는 "대만과 대만의 동포들은 중화인민공화국의 영토이며, 인민이다. 대만을 통일시키는 것은 중화인민공화국 인민의 의무이다."라고 명시되어 있다. 또한 현재 자치구인 시짱 자치구의 티베트도, 중화인민공화국 정부에서는 하나의 중국에 따라 티베트를 별도의 독립국가가 아닌 역사적으로 중국사의 일부로써 편입하려는 역사적 실지회복운동 정책이 전개되고 있다. 중화민국은 행정원 대륙위원회를 통해 '삼민주의통일중국'을 기치로 한 강역수복 의지를 원론적으로 주장하고 있다.

### 인도
1949년 영국으로부터 독립한 인도는 주위 지역 일부가 인도 고유영토가 아니었다. 그 이유는 영국이 인도를 식민지배하고 나서 여러 인도 주위의 약소 민족을 식민지로 삼았기 때문이다. 대표적인 예로 1961년 구자라트 주에 있는 주나가드는 인도의 영토가 아니었고, 지역 통치자가 파키스탄 편입을 선언하자 침공한 뒤 주민투표를 열어 영토를 통합하여야했다.
또한 대표적인 영토 분쟁인 카슈미르 분쟁에서 파키스탄의 패배로 파키스탄의 일부 영도인 카슈미르를 1956년 인도에게 이양시켜야했다. 그러나 현재 카슈미르 영토에 대한 간접적인 분쟁은 여전히 계속 일어나고 있다.

## 같이 보기
- 민족주의
- 팽창주의